# Musée d'Art moderne de Paris
Pour les articles homonymes, voir Musée d'Art moderne.
Le musée d'Art moderne de Paris (anciennement : musée d'Art moderne de la Ville de Paris, MAMVP), ou MAM Paris, situé au 11, avenue du Président-Wilson dans le 16e arrondissement de Paris, est un musée d'art français.
Il présente la collection municipale d'art moderne et contemporain depuis le fauvisme, riche de plus de 16 000 œuvres, principalement axées sur les mouvements artistiques liés à la capitale et plus récemment sur la scène artistique européenne.
Il occupe l'aile est du palais de Tokyo. L'aile ouest du palais, qui appartient à l'État, est par ailleurs consacrée à la création contemporaine sous toutes ses formes. Le musée, inauguré en 1961, a rouvert le 2 février 2006, après une période de rénovation, avec une exposition consacrée à Pierre Bonnard. Il s'agit d'un des quatorze musées de la ville de Paris gérés depuis le 1er janvier 2013 par l'établissement public administratif Paris Musées.

## Historique

### Origines du musée

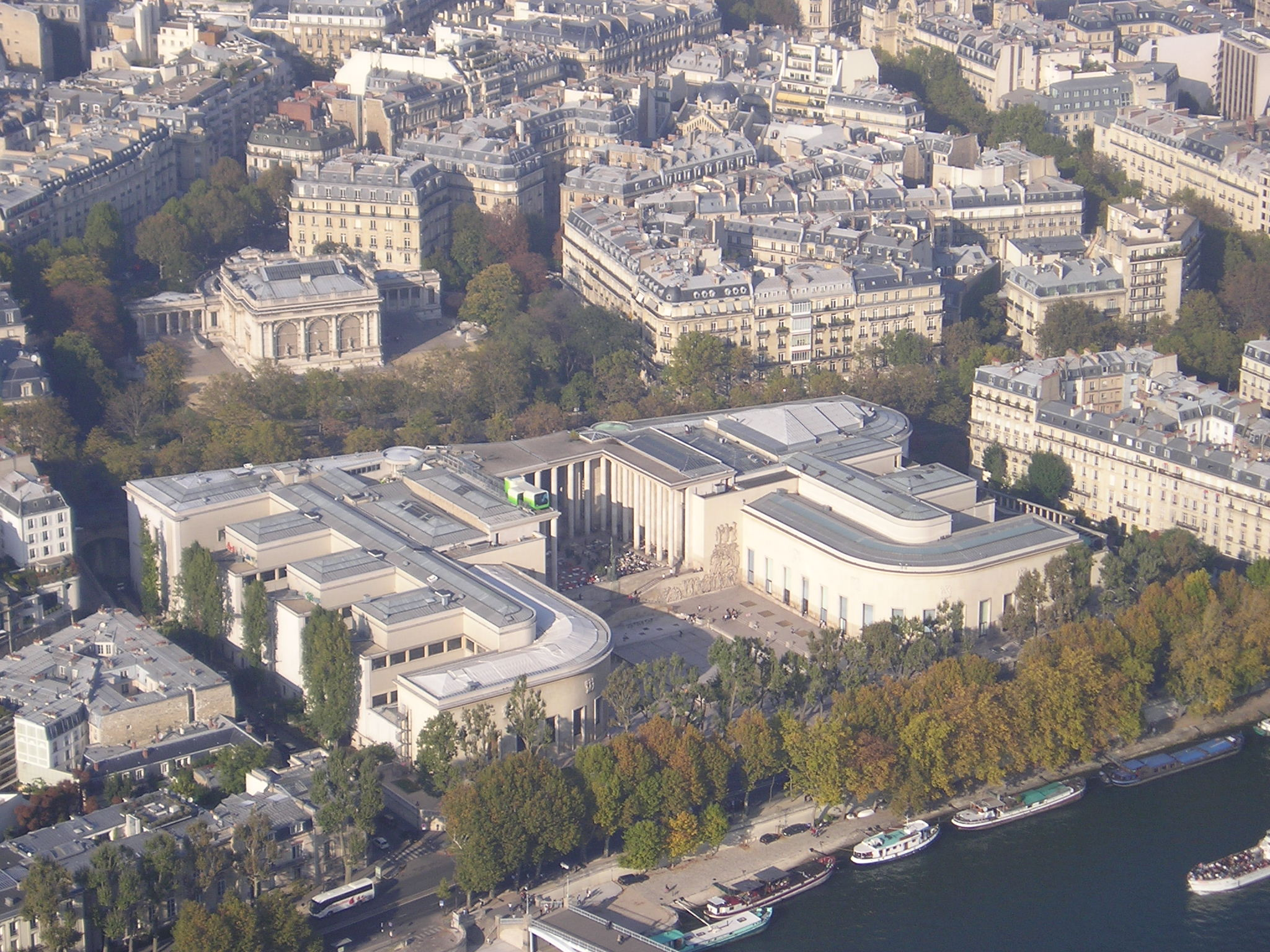
Vue aérienne sur le palais de Tokyo où le musée d'Art moderne occupe l'aile est, ici à droite.

Le palais de Tokyo, où se trouve le musée, est l'œuvre des architectes André Aubert, Marcel Dastugue, J.-C. Dondel et P. Viard. Il fut conçu dans le cadre de l'Exposition internationale des arts et des techniques de 1937. D'un point de vue architectural, il appartient au style Art déco. En 1934, l'État avait en effet décidé de construire un musée national d'Art moderne. Mais la ville de Paris, propriétaire des terrains, s’étant engagée à garantir l’emprunt lancé pour le financement de l’Exposition de 1937, l’État accepta finalement, en contrepartie, d'assumer la construction de deux musées d’art moderne, en s’engageant à remettre l’un d’eux à la ville de Paris pour soulager le musée du Petit Palais : celui de l’État à l’ouest, à savoir le musée national d'Art moderne de 1947 à 1977, et celui de la ville à l'est.
En 1940, pour éviter que le palais ne soit réquisitionné par les autorités allemandes, le préfet de la Seine décide de mettre le bâtiment à la disposition de l’Entraide des artistes pour organiser des salons artistiques.
En 1953, l'apport du legs Maurice Girardin sera décisif et déterminera alors les autorités parisiennes à s'affranchir des cimaises devenues trop étroites du Petit Palais pour ouvrir un lieu propre au sein du palais de Tokyo. En 1954, le bâtiment accueille le Salon de la jeune peinture, qui s'y tient jusqu'en 1969, puis de nouveau de 1972 à 1975. En 1959, André Malraux y inaugure la première Biennale de Paris avec Une sculpture qui fait de la peinture de Jean Tinguely. Elle se tiendra au MAMVP jusqu'en 1982, sauf en 1971. Le musée héberge aussi le Salon de mai et le Salon des réalités nouvelles (1946-1969), jusqu'à ce que de nouveaux travaux de réfection, entrepris en 1976, mettent fin à l'accueil de ces différents salons et permettent l'installation de La Danse d'Henri Matisse dans l’ancienne salle obscure, tandis que le département de l'Animation, recherche, confrontation (ARC) est aménagé au premier étage.

### L'implantation dans l'aile est du palais de Tokyo
Le 6 juillet 1961, après six ans de travaux, le musée municipal ouvre finalement ses portes avec le noyau d'œuvres provenant des collections d'art moderne du Petit Palais, auquel s’ajoutent des acquisitions de la commission d’achat des beaux-arts et les enrichissements réalisés grâce à la générosité de collectionneurs privés, comme Ambroise Vollard, le comte Emanuele Sarmiento, Mathilde Amos et la collection du docteur Girardin.
L'exposition de 1937 avait par ailleurs été l'occasion d'importantes acquisitions, parmi lesquelles : La Danse de Paris d'Henri Matisse, L’art et la technique de Gaston Suisse, Nu dans le bain et Le Jardin de Pierre Bonnard, L'Équipe de Cardiff de Robert Delaunay, La Rivière d'André Derain, Les Disques de Fernand Léger, L'Escale d'André Lhote, L'Oiseau bleu de Jean Metzinger, quatre Portraits d'artistes d'Édouard Vuillard, des meubles de Pierre Chareau, André Arbus, Jacques-Émile Ruhlmann, sans oublier les décorations monumentales de Robert et Sonia Delaunay, Albert Gleizes et Jacques Villon.
En 1964, La Fée Électricité conçue par Raoul Dufy pour le pavillon de l’électricité et de la lumière lors de l’Exposition universelle de 1937 fut installée dans la grande salle d’honneur.

### Plusieurs séries de travaux
| |  |  |
| À gauche : logotype de 1987 à 2012, réalisé par l'agence Minium de Bernard Baissait. À droite : logotype en usage depuis septembre 2012. |  |  |

Le premier chantier après ouverture, débuté en janvier 1971, sous la direction de Pierre Faucheux et Michel Jausserand, fut achevé en mai 1972. Les salles du rez-de-chaussée haut furent aménagées en dégageant l’ossature du bâtiment des multiples cloisonnements internes existants. Le plan initial fut modifié ; on créa un plancher qui coupait l’ancien hall d’entrée, une mezzanine pour les bureaux et le centre de documentation, un auditorium relié aux nouvelles salles par une passerelle à deux niveaux, et un ascenseur pour desservir tous les niveaux du musée. Une muséographie mobile — avec des plafonds modulables et des cloisons déplaçables — fut alors mise en place dans certaines parties du musée. Cet usage de l’espace, typique de l’époque, montra ensuite très vite ses contraintes. L’ARC, jusqu’alors nomade, allait s’installer dans les salles du premier étage.
Vingt ans plus tard, des crédits étaient à nouveau engagés pour refaire le système de conditionnement d’air des salles d’expositions temporaires du rez-de-chaussée haut, et rendre ces dernières accessibles au public handicapé. Ce fut l’occasion pour le nouveau directeur du musée de poursuivre une vraie réhabilitation de l’édifice, déjà mise en place en 1989, lors de l’installation de l’exposition Histoires de musée, qui révélait à un large public la qualité méconnue du bâtiment. Cette opération, menée entre 1991 et 1994 avec l’architecte Jean-François Bodin, permit de dégager de nombreux volumes initiaux. Par ailleurs, l’acquisition, en 1993, de la version retrouvée de La Danse inachevée d'Henri Matisse rendait nécessaire, pour sa confrontation avec La Danse de Paris, dans les collections depuis 1937, la création d’une salle spécifique, aux dimensions requises. C’est pourquoi, au cours de ce même chantier, fut réaménagée la salle obscure, dite désormais « Salle Matisse », où sont exposés en permanence ces deux triptyques.
En 2000, à l’issue d’une consultation, la mairie de Paris a chargé l’atelier d’architecture Canal (Patrick Rubin et Annie Le Bot) d’une mission d’étude puis de la maîtrise d’œuvre des travaux de sécurité à effectuer, la maîtrise d’ouvrage et la conduite d’opération étant assurés respectivement par la direction des Affaires culturelles et la direction du Patrimoine et de l’Architecture, agence des grands projets. En 2002, des travaux de désamiantage de la salle Dufy ont été réalisés. La réouverture a fourni l’occasion au musée de procéder à un nouvel accrochage des œuvres. La direction des Affaires culturelles et le musée ont confié à l’architecte Jean-François Bodin le réaménagement du parcours des collections permanentes. En outre, au sous-sol, des espaces fermés ont été remis en état afin que le musée puisse disposer d’une salle obscure pour la diffusion de vidéos de la collection et puisse également retrouver la salle Boltanski reconfigurée.
En juin 2017, la salle no 1, dont Maurice A. Amon s'est engagé à assurer la restauration et l'entretien pendant 10 ans est rebaptisée Salle Albert Amon, en hommage à son père, amateur d’art,. Du 1er juin 2018 au 11 octobre 2019, de nouveaux travaux de rénovation ont été entrepris pour améliorer les conditions d'accueil et d'accessibilité du public, en entraînant une fermeture partielle du musée, et pour restaurer le parvis et son bassin côté Seine.
À la suite d'une polémique engendrée notamment par la nécessité de réaliser des travaux de renforcement du sous-sol pour installer devant la colonnade d'entrée la sculpture Bouquet of Tulips offerte par Jeff Koons, un nouvel emplacement a été choisi près du Petit Palais[réf. souhaitée].

## Collections

### Collections permanentes
La collection moderne est représentative des mouvements artistiques qui se sont développés à Paris depuis le fauvisme en 1905 ; tandis que la collection contemporaine, à partir des années 1960, est plus ouverte sur la scène artistique européenne (nouveau réalisme, figuration narrative, cinétisme, arte povera, Supports/Surfaces, BMPT, artistes allemands et jeune scène française…). La donation Michael Werner a ainsi permis de réunir la principale collection française d'art contemporain allemand, avec celle du musée national d'Art moderne, par l'apport de nombreuses œuvres de Jörg Immendorff, A. R. Penck, Markus Lüpertz, Antonius Höckelmann (de), en complément des œuvres de Willi Baumeister, Hans Hartung, Konrad Klapheck, Gerhard Richter, Georg Baselitz, Sigmar Polke, Wolf Vostell, Andreas Gursky, Thomas Schütte, Jan Voss, Thomas Ruff, Gisèle Freund, Rosemarie Trockel, Gloria Friedmann, Albert Oehlen, etc., mais aussi d'acquérir des œuvres de Wilhelm Lehmbruck, Otto Freundlich, Per Kirkeby ou Marcel Broodthaers. Plus récemment, la collection s'est étendue aux artistes du monde entier, en Amérique, Chine, Afrique, etc.

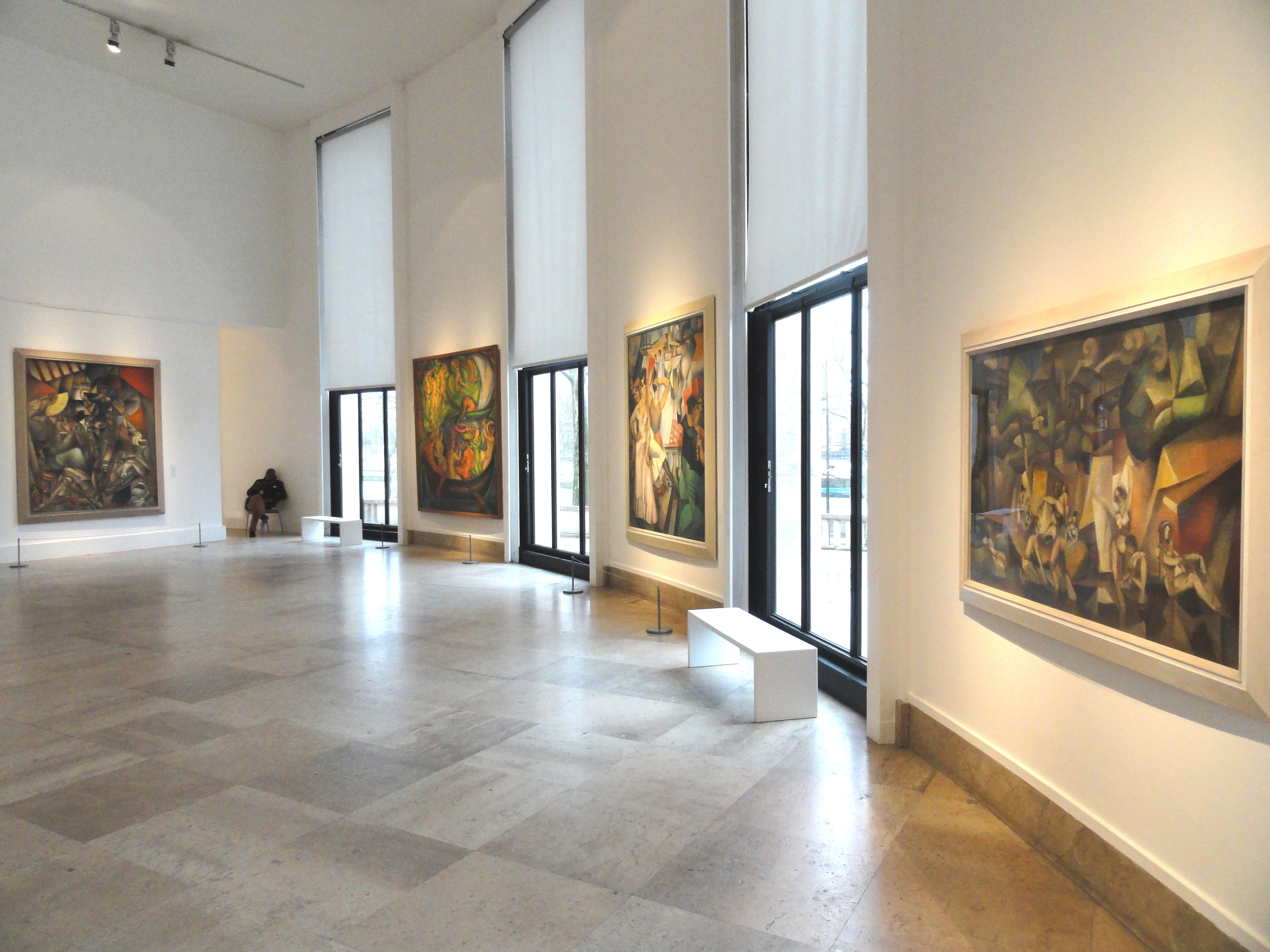
Jean Metzinger, L'Oiseau bleu (à gauche), André Lhote La Partie de plaisir et L'Escale (au centre), Albert Gleizes, Les Baigneuses (à droite).

Constituées essentiellement par de grandes donations (legs du Dr Maurice Girardin, donations Henry Thomas, Michael Werner, Mathilde Amos, comte Emanuele Sarmiento, Ambroise Vollard, Berthe Reysz, L'Oréal ou Piotr Gaudibert) parfois consenties par des artistes ou leur famille (legs De Chirico et Suzanne Duchamp-Crotti, donations Brauner, Leroy, Tomilina-Larionov, Buffet, Jean Dewasne, Karel Appel, Judit Reigl, Anna-Eva Bergman, Zao Wou-Ki), les collections s'enrichissent régulièrement grâce aux dons ponctuels d'artistes, notamment lors des expositions monographiques qui leur sont consacrées (Simon Hantaï, Jacques Monory, Pierre Soulages, Aurélie Nemours, Erró, Peter Fischli et David Weiss, Robert Motherwell, Keith Haring, Georg Baselitz, Bertrand Lavier, Marc Desgrandchamps, Niele Toroni, Luis Tomasello, Peng Wan-Ts, Bernard Piffaretti, Zeng Fanzhi), aux dons et participations de la Société des amis du musée (Pierre Tal Coat, François Morellet, Albert Oehlen, Peter Doig, Georges Noël, Francis Picabia, Malick Sidibé, Christian Boltanski, Michel Blazy, Philippe Parreno, Philippe Decrauzat, Hubert Duprat), ainsi qu'aux acquisitions régulières du musée (Anton Räderscheidt, Peter Stämpfli, Gérard Fromanger, Martin Barré, Yan Pei-Ming, Anita Molinero, Gilles Barbier, Alain Séchas).

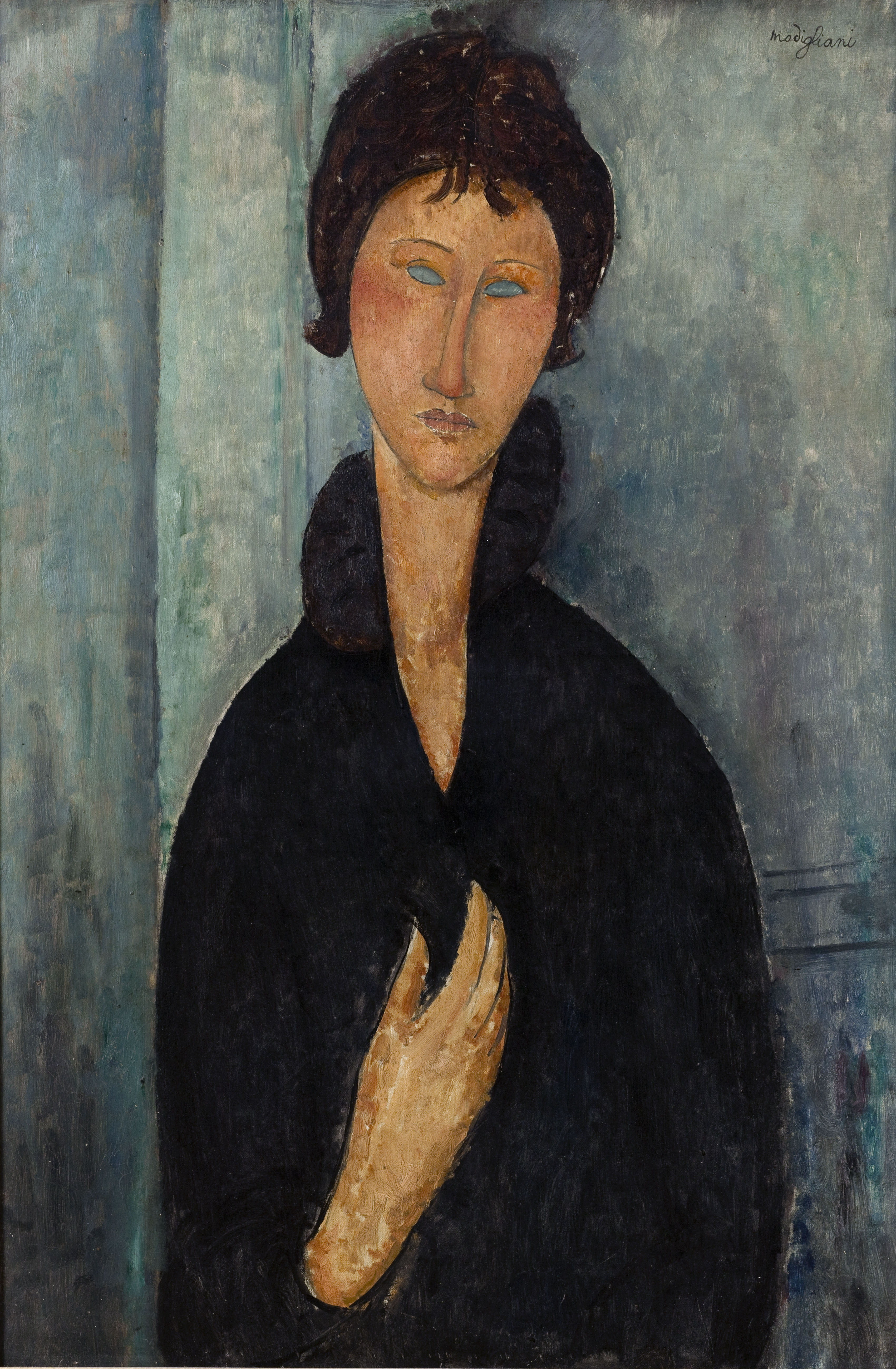
Amedeo Modigliani, Femme aux yeux bleus (vers 1918), huile sur toile,.

Au 15 novembre 2014, les collections permanentes du musée comptait 10 013 œuvres de 2 149 artistes, dont 1 766 peintures, 1 057 sculptures et œuvres tridimensionnelles, 1 856 dessins, 1 757 estampes ou 3 021 photographies et au 31 décembre 2018, 15 041 œuvres, qui illustrent les divers courants de l'art des XXe siècle et XXIe siècle, avec entre autres, outre celles des artistes précités, des œuvres de :
Pablo Picasso, Georges Braque, Henri Matisse, Emile Othon Friesz, Wilhelm Lehmbruck, Willi Baumeister, Maurice de Vlaminck, Georges Rouault, Léon Lehmann, Raoul Dufy, Marie Laurencin, Pierre Bonnard, Édouard Vuillard, Albert Marquet, Henri Laurens, Chaim Jacob Lipchitz, Jean Metzinger, Albert Gleizes, André Lhote, Juan Gris, Alexander Archipenko, Ossip Zadkine, Marcel Duchamp, Francis Picabia, František Kupka, Robert Delaunay, Sonia Delaunay, Fernand Léger, Jean Hélion, Auguste Herbin, Joaquín Torres García, Nathalie Gontcharova, Maria Blanchard, Luigi Russolo, Amedeo Modigliani, Giorgio De Chirico, Alberto Magnelli, Gino Severini, Kees van Dongen, Bart van der Leck, Jean Arp, Sophie Taeuber-Arp, Maurice Utrillo, Suzanne Valadon, André Derain, Moïse Kisling, Paul Krôn, Marcel Gromaire, Marc Chagall, Chaïm Soutine, Léonard Foujita, Alexander Calder, Alberto Giacometti, Jean Crotti, Man Ray, Max Ernst, André Masson, Victor Brauner, Hans Bellmer, Roberto Matta, Wifredo Lam, Jean Fautrier, Jean Dubuffet, Francis Gruber, Bernard Buffet, André Fougeron, Pierre Tal Coat, Pierre Soulages, Nicolas de Staël, Gérard Schneider, Serge Poliakoff, Geer Van Velde, Zao Wou-Ki, Chu Teh-Chun, Pierre Alechinsky, Henri Michaux, Étienne-Martin, Antoni Tàpies, Lucio Fontana, Karel Appel, Yves Klein, Arman, Martial Raysse, Daniel Spoerri, Raymond Hains, Jean Tinguely, Christo, Alain Jacquet, Victor Vasarely, François Morellet, Carlos Cruz-Diez, Bridget Riley, Daniel Buren, Olivier Mosset, Michel Parmentier, Niele Toroni, Louis Cane, Claude Viallat, Annette Messager, Nam June Paik, Robert Filliou, Ben Vautier, Wolf Vostell, Mario Merz, Giuseppe Penone, Luciano Fabro, Simon Hantaï, Gaston Chaissac, Eugène Leroy, Hervé Télémaque, Eduardo Arroyo, Bernard Rancillac, Jacques Monory, Henri Cueco, Gilles Aillaud, Hervé Di Rosa, Christian Boltanski, Bertrand Lavier, Bernard Frize, Jean-Michel Othoniel, Clarisse Lévy-Kinsbourg, etc. et des œuvres également acquises lors de salons parisiens.

Des œuvres de Robert Delaunay
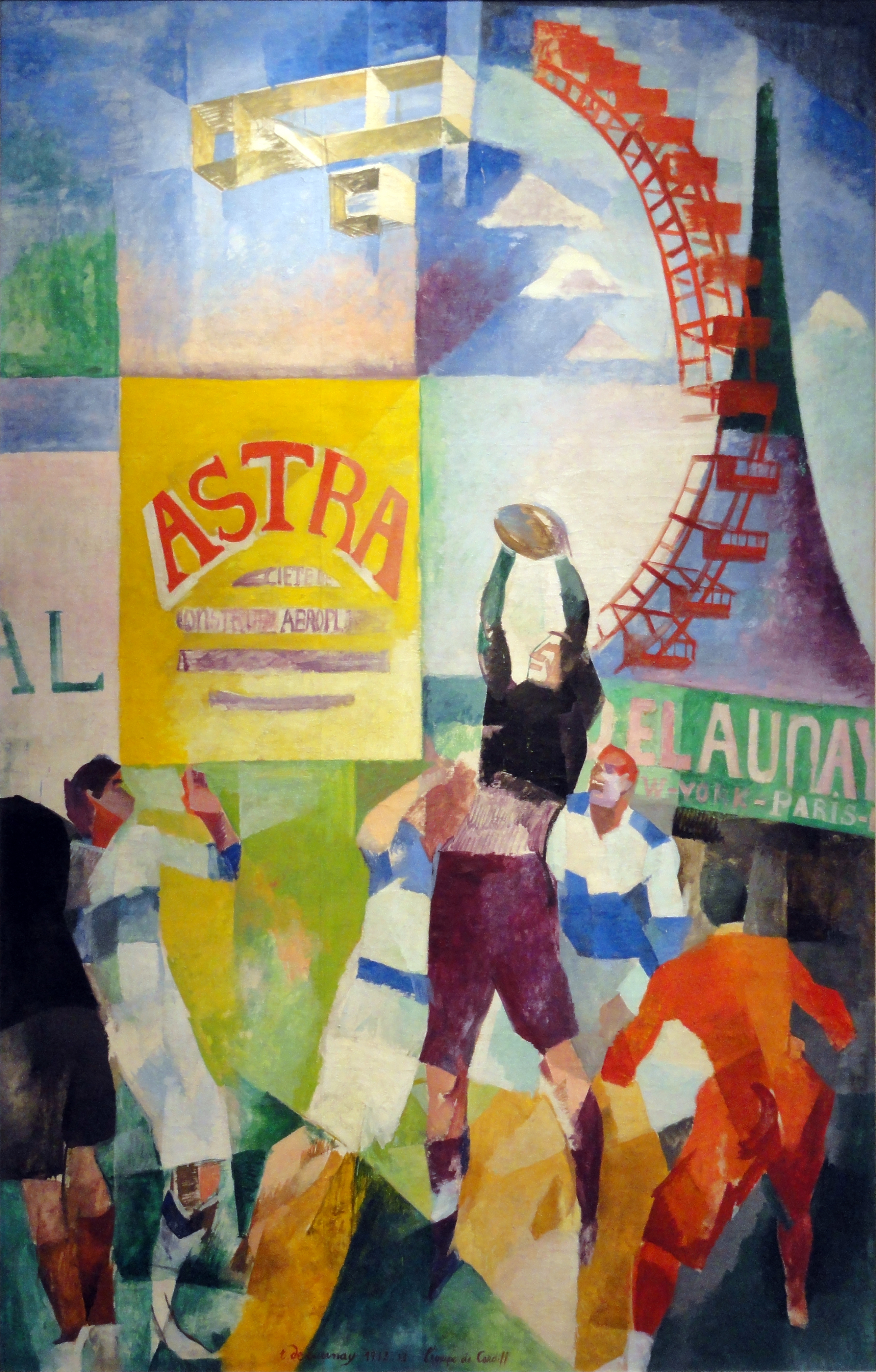
L'Équipe de Cardiff (1912-1913), huile sur toile, 326 × 208 cm.
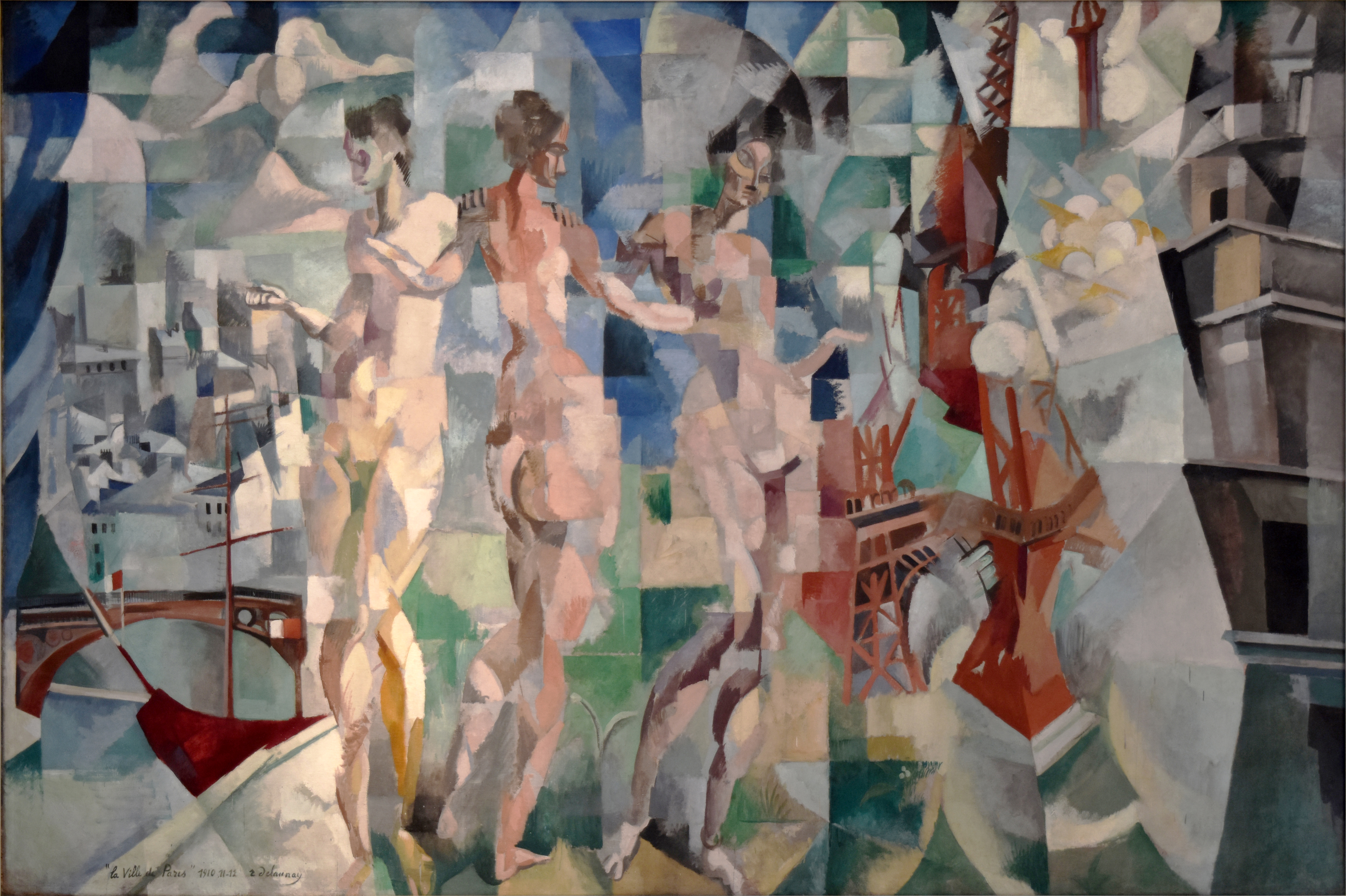
La Ville de Paris (1912), huile sur toile, 267 × 406 cm.
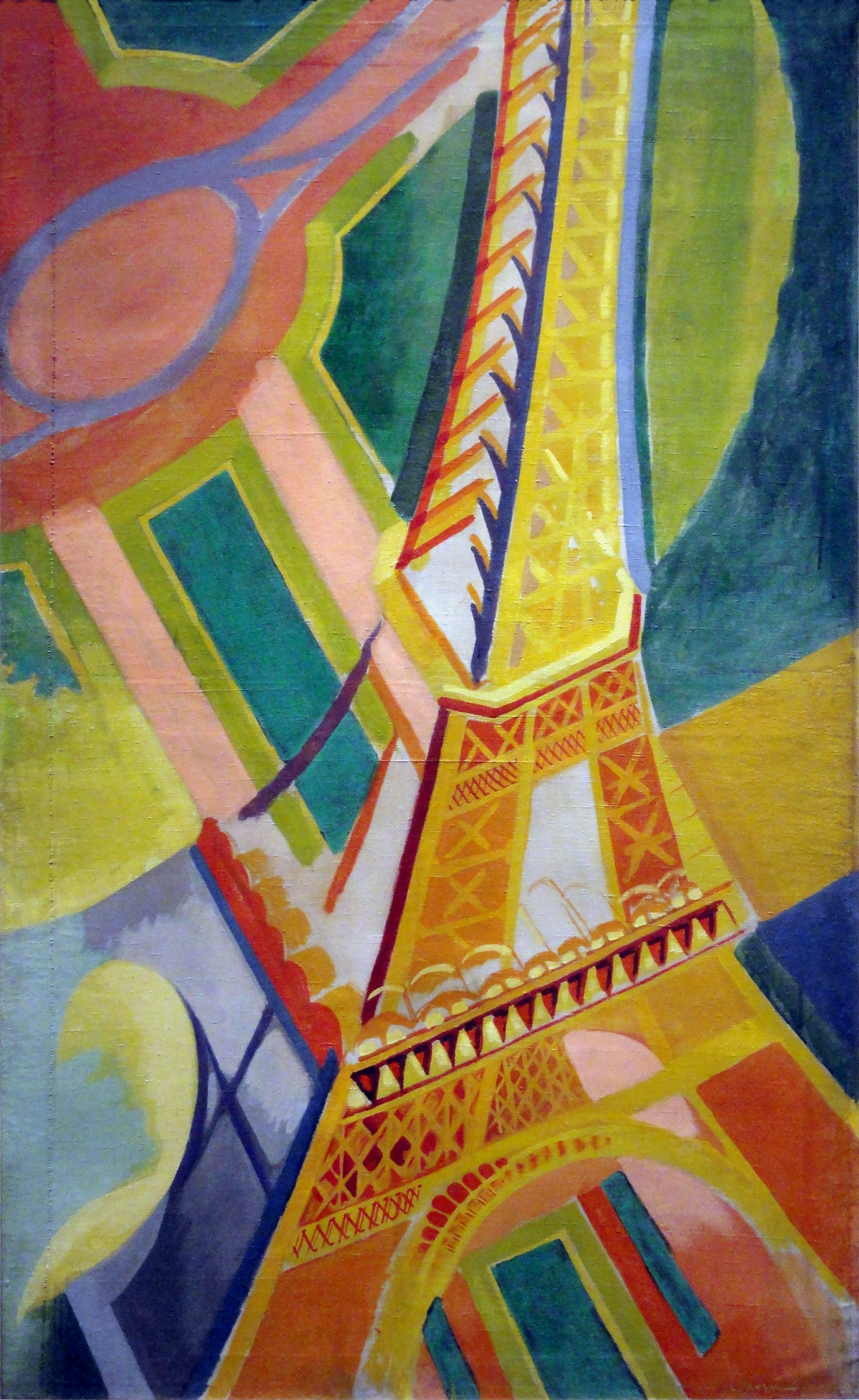
Tour Eiffel (1926), huile sur toile, 169 × 86 cm.
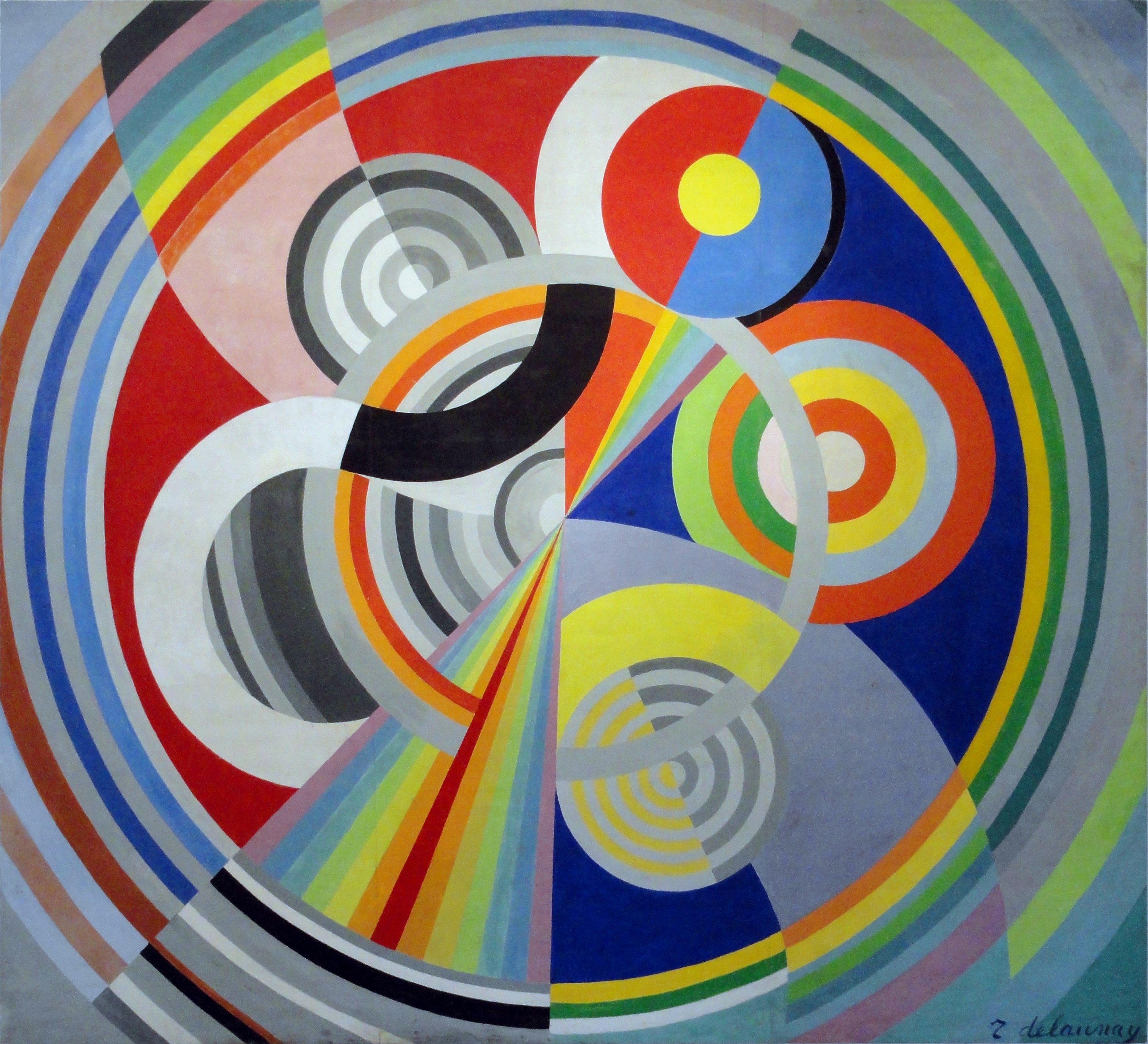
Rythme n°1 (1938), huile sur toile, 529 × 592 cm.

## Le vol de tableaux de 2010

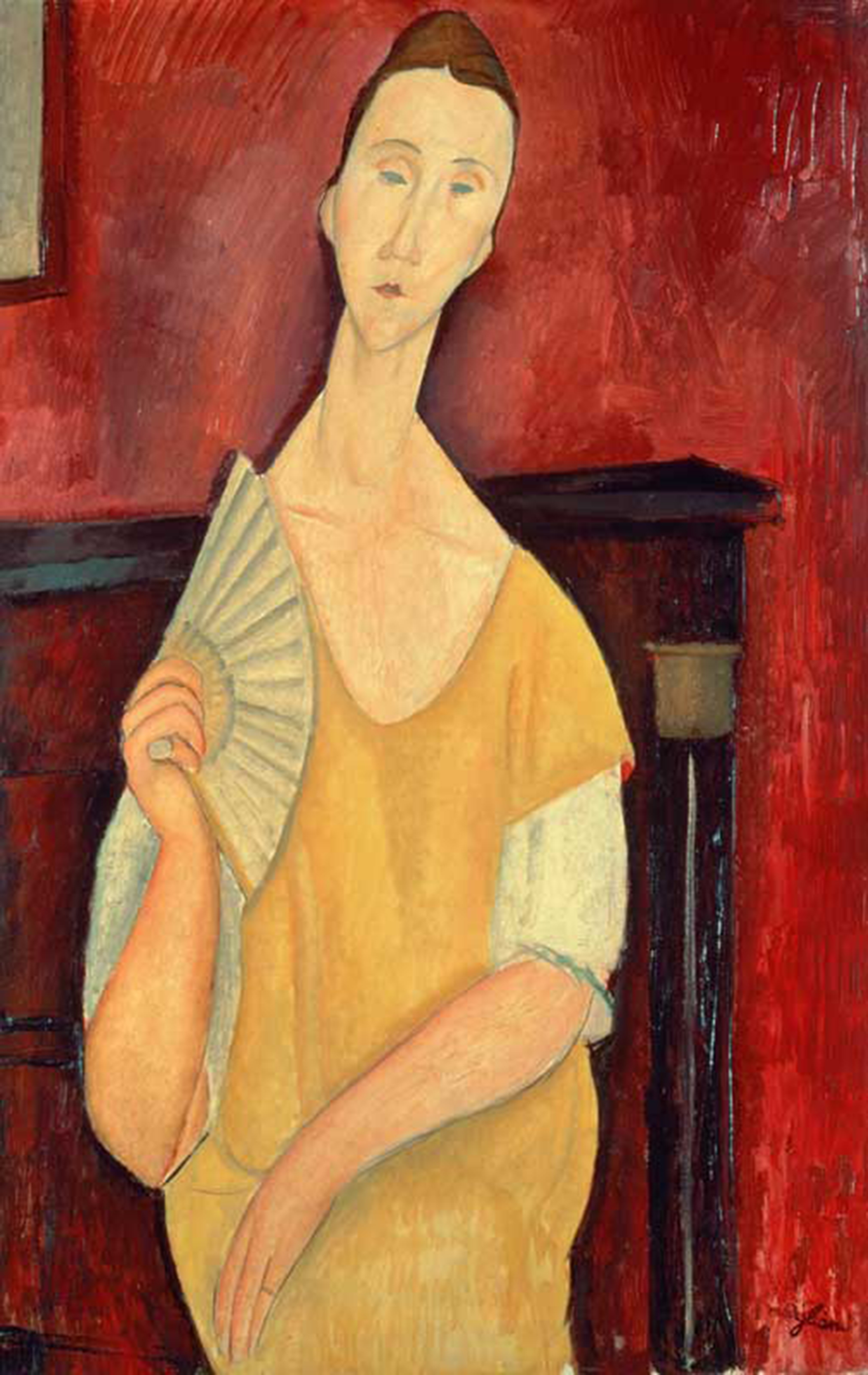
Amedeo Modigliani, La Femme à l'éventail (1919), un des cinq tableaux volés.

Malgré les trente caméras de surveillance et les trois gardiens de nuit du musée, cinq tableaux, d'une valeur totale estimée à 100 millions d'euros sont volés dans la nuit du 19 au 20 mai 2010 : Le Pigeon aux petits pois de Pablo Picasso, Pastorale d'Henri Matisse, L'Olivier près de l'Estaque de Georges Braque, Nature morte, chandeliers de Fernand Léger et La Femme à l'éventail d'Amedeo Modigliani. Le voleur, un Croato-Bosniaque du nom de Vjeran Tomic, est passé par la fenêtre qui présentait un défaut de sécurité et a profité de ce que le système d'alarme soit en panne depuis plusieurs semaines.

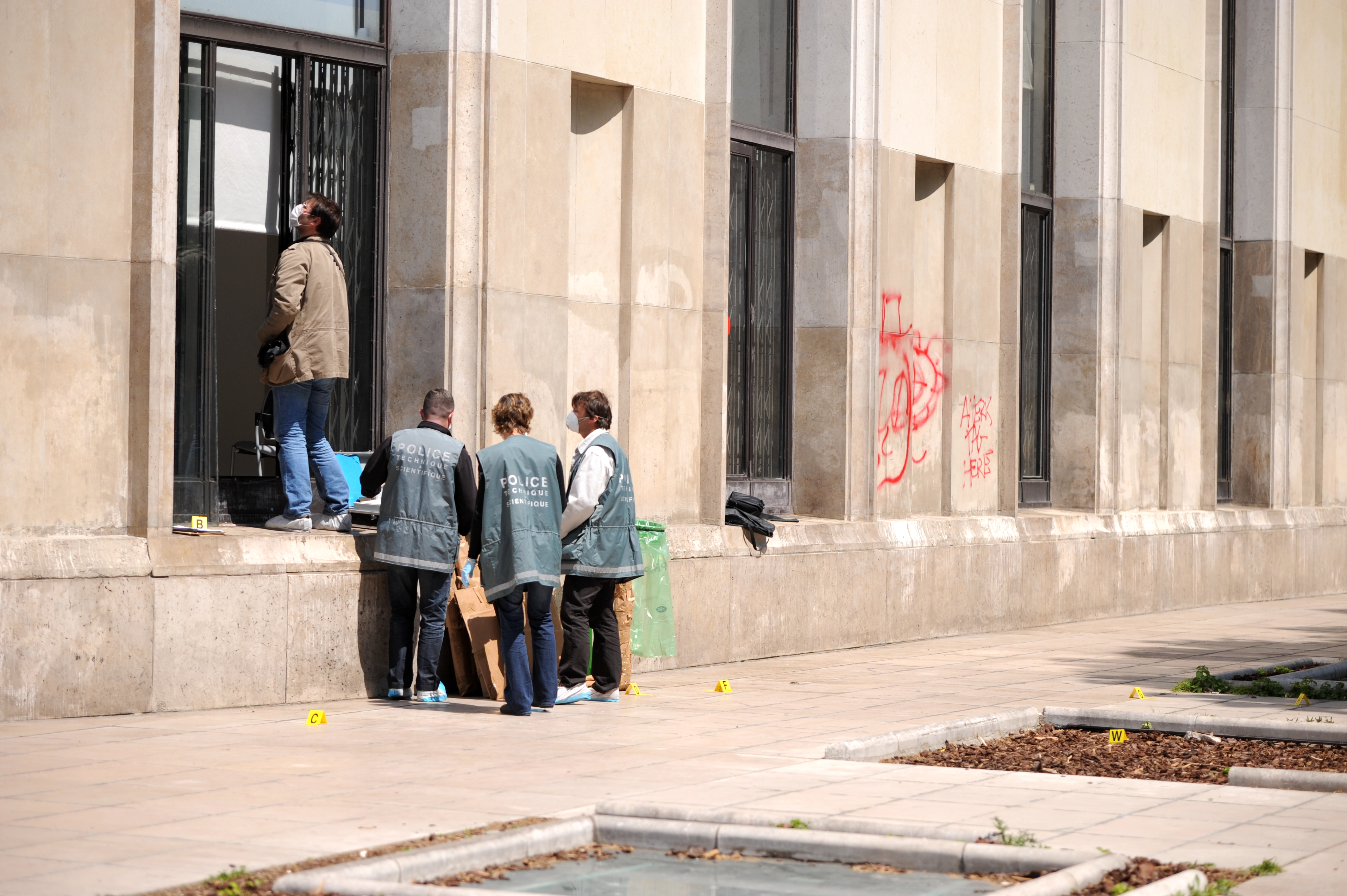
La police technique et scientifique débute ses investigations au musée d'Art moderne de Paris le 20 mai 2010 après le vol de cinq tableaux durant la nuit précédente.

La disparition des tableaux a été constatée au matin avant l'ouverture des portes du musée. Ce vol a déclenché une vive polémique sur la sécurité des musées. Le 1er octobre 2011, la mairie de Paris annonce que deux suspects sont arrêtés : Vjeran Tomic et son donneur d'ordre, l'antiquaire parisien Jean-Michel Corvez, au profit d'un commanditaire non dévoilé des émirats. Les cinq peintures sont ensuite recelées par Yonathan Birn, une connaissance de l'antiquaire, expert en horlogerie et réparateur de montre. Ce dernier affirme que, pris de panique après l’arrestation de ses complices et son interrogatoire par la police, il a jeté les chefs-d’œuvre dans une poubelle verte destinée à l'incinération,.
« Nous avons pu rouvrir rapidement et accueillir dans de bonnes conditions des grands événements comme l'exposition à succès Basquiat », déclarait Fabrice Hergott au journal Le Parisien. Six mois après ce vol, un tableau de Jean-Michel Basquiat était dégradé par des traces de feutre.
Le procès a lieu en 2017 : Vjeran Tomic est condamné à huit ans de prison, Jean-Michel Corvez à sept et Yonathan Birn à six. Cette histoire inspire le long métrage Les Règles de l'art (2025).

## Statut et organisation

### Directeurs
- René Héron de Villefosse (1961-1968)
- Jacques Lassaigne (1971-1980)[32]
- Bernadette Contensou (1981-1988)
- Suzanne Pagé (1988-2006)[33]
- Fabrice Hergott (depuis 2007)[34]

### Département de l'ARC
L'ARC (animation, recherche, confrontation) est le département contemporain du musée d'Art moderne de la ville de Paris.
Créé en 1967 par Pierre Gaudibert, l'ARC se voulait international et pluridisciplinaire,. Conservatrice depuis sa création, Suzanne Pagé a pris sa direction en 1973 et c'est sous celle-ci que l'ARC acquit son autonomie à l'égard du musée d'Art moderne de la ville de Paris.
Lorsqu'en 1988, Suzanne Pagé prend la direction du musée d'Art moderne, l'ARC, toujours dirigé par elle, retourne sous l'autorité de cette institution.
Succédant à Laurence Bossé, Angeline Scherf dirige l'ARC jusqu'en 2015.
Pendant les travaux du musée, de 2004 à 2005, l'ARC a proposé des expositions au couvent des Cordeliers.

### Société des Amis du musée d'Art moderne de Paris
En 1975, Henriette Joël, encouragée par Gottfried Honegger, François Morellet et Otto Hahn, fonde la société des Amis du musée d’Art moderne de Paris.
La société des Amis soutient la réalisation d’expositions et l’acquisition d’œuvres d'art. Elle propose à ses membres des conférences et des visites consacrées aux scènes artistiques parisienne, française et étrangère dans des musées, institutions culturelles ou manifestations artistiques, des rencontres avec les artistes et les commissaires d’exposition, des voyages en France ou à l’étranger et l'édition, réservée à ses membres, de produits à tirage limité réalisés par des artistes. Les fonds recueillis lors de son dîner annuel, organisé depuis 2008, participent à l’acquisition d’une œuvre pour le musée (Christopher Wool, Albert Oehlen, Anita Molinero, François Morellet, Peter Doig, Françoise Vergier, Philippe Parreno, Jimmie Durham, Gilles Barbier, Tacita Dean, Jan Dibbets, Loris Gréaud).
Elle comprend plusieurs comités :
- Comité photo, actif depuis 2014
- Comité pour la création contemporaine, actif depuis 2016
- Comité international, actif depuis 2018
- Jeunes Amis

## Historique des expositions

### Expositions monographiques
- Andy Warhol
- Robert Rauschenberg
- John Heartfield
- Hannah Höch
- Otto Dix Peintures, aquarelles, gouaches, dessins et gravures du cycle de « La guerre » (4 février - 9 avril 1971)
- Manfred Mohr Manfred Mohr: une esthétique programmée (11 mai - 6 juin 1971)
- Renato Guttuso (30 septembre - 1er novembre 1971)
- Exposition René Char (1971)
- Ida Barbarigo Peintures (4 février - 24 février 1972)
- Jean Dubuffet Le jardin d’hiver (28 avril - 11 juin 1972)
- Giacomo Balla (24 mai - 2 juillet 1972)
- Hommage de Paris à Kandinsky (7 juin - 30 juillet 1972)
- Riopelle : Ficelles et autres jeux (15 juin - 12 octobre 1972)
- Hommage à Zadkine (1972)
- Sonia Delaunay : Tapisseries  (26 octobre 1972 - 14 janvier 1973)
- Zoran Mušič (16 novembre 1972 - 10 janvier 1973)
- Alberto Magnelli : 1909 - 1918 (18 janvier - 11 mars 1973)
- Antoni Tapiès : Rétrospective 1946 - 1973 (25 mai - 2 septembre 1973)
- Pablo Serrano (6 juin - 2 septembre 1973)
- Guayasamin (16 novembre 1973 - 5 janvier 1974)
- Wols (19 décembre 1973 - 3 février 1974)
- Árpád Szenes : 1930 - 1973 (27 février - 21 avril 1974)
- Ismael González de la Serna (13 mars - 28 avril 1974)
- Joan Miró : L’œuvre graphique (1974)
- Oskar Kokoschka : Aquarelles-œuvres graphiques (26 septembre - 17 novembre 1974)
- Jean-Paul Lemieux (15 novembre 1974 - 5 janvier 1975)
- Rufino Tamayo / Octavio Paz (27 novembre 1974 - 2 février 1975)
- Annette Messager : collectionneuse (1974)
- Wolf Vostell : Environments/Happenings 1958-1974 (17 décembre 1974 - 27 janvier 1975)
- Yona Friedman : Une utopie réalisée  (1975)
- Arman : Objets armés 1971 - 1974 (29 janvier - 30 mars 1975)
- Alechinsky (5 février - 6 avril 1975)
- Hans Reichel (19 février - 20 avril 1975)
- Francesco Marino di Teana (1975)
- Hundertwasser (mai 1975 - juillet 1975)
- Joaquín Torres Garcia : Construction et symboles (11 juin - 18 août 1975)
- Jagoda Buić : Formes tissées  (16 juin - 15 septembre 1975)
- Jean Deyrolle : Proposition pour une rétrospective - 72 peintures de 1944 à 1967 (8 octobre - 16 octobre 1975)
- Jean Bazaine : Blasons des douze mois, Tapisseries (22 octobre - 30 novembre 1975)
- Erik Dietman : Vingt années de sueur (1975)
- Gualtieri di San Lazzaro La Revue XXe Siècle et ses amis (19 novembre 1975 - 11 janvier 1976)
- Olivier Debré De la peinture au dessin (1er décembre 1975 - 1er février 1976)
- Jean Lurçat : Dix ans après, Tapisseries, peintures, dessins (7 janvier - 5 février 1976)
- Jean Hugo (11 février - 14 mars 1976)
- Manuel Rivera (es) : Œuvres 1956 - 1976 (11 février - 21 mars 1976)
- Edouard Pignon : Les nus rouges et après... (17 mars - 22 avril 1976)
- José Luis Cuevas : Œuvres sur papier (30 avril - 30 mai 1976)
- Cesare Peverelli : L'atelier de l'artiste (5 mai - 20 juin 1976)
- Aristide Caillaud (juin 1976)
- Louis Le Brocquy (1976)
- André Masson : 200 dessins (10 juin - 12 septembre 1976)
- Jean Groth : Autour de la ligne (25 juin - 15 août 1976)
- Arnaldo Pomodoro : Sculptures
- Francis Gruber : 1912 - 1948 (5 novembre 1976 - 5 janvier 1977)
- Líbero Badíi (es) : Sculptures polychromes 1968-1976 (28 janvier - 13 mars 1977)
- Maria Helena Vieira da Silva (1977)
- César : Rétrospective des sculptures (25 novembre 1976  - 23 janvier 1977)
- Rómulo Macció (en) (20 janvier - 27 février 1977)
- René Auberjonois : Peintre Vaudois (17 février - 3 avril 1977)
- Jean Hélion : Les marchés (mars - avril 1977)
- La rencontre Sonia Delaunay - Tristan Tzara (avril - juin 1977)
- Raoul Dufy : Créateur d’étoffes (28 avril - 22 mai 1977)
- Anna-Eva Bergman (18 novembre 1977 - 2 janvier 1978)
- Geneviève Asse : L'Oeuvre gravé (1978)
- Nam June Paik (1978)
- Johnny Friedlaender : Rétrospective de l’Œuvre Gravé 1948-1978 (1978)
- Joan Ponç (en) (1978)
- Antoni Clavé 1958-1978 (18 mai - 20 août 1978)
- Gottfried Honegger 1958-1978 (8 juin - 23 juillet 1978)
- Asger Jorn à Silkeborg Le musée d'un peintre (14 octobre - 12 novembre 1978))
- Miró Sculptures (1978)
- Marino Marini L'Œuvre gravé (1978)
- Hisao Domoto : Peintures actuelles (18 janvier - 4 mars 1979)
- Orozco (1979)
- Piero Dorazio (7 juin - 2 septembre 1979)
- Pablo Gargallo (1980)
- Marcel Gromaire (1980)
- Amedeo Modigliani, à l'occasion du XXe anniversaire du musée
- Wifredo Lam (1983)
- Jacques Monory (1984)
- Bernard Saby (1986)
- Bernard Frize : De là ces innombrables noms (1988)
- Sigmar Polke (1988)
- Geneviève Asse (1988)
- Roland Fischer (1989) : Portraits (14 janvier - 12 mars 1989)
- Jean-Marc Bustamante (1990)
- Thomas Schütte (1990)
- Ettore Spalletti (28 mars - 6 mai 1991)
- Sophie Calle : à suivre (2 juillet - 13 octobre 1991)
- Michel Verjux : Un faisceau de fonctions (1992)
- Jean-Michel Alberola (1992)
- Jean-Jacques Rullier : Espaces (1993)
- Annette Messager : Faire parade (1995)
- Marc Chagall : Les Années russes (13 avril - 17 septembre 1995)
- Nigel Rolfe : Vidéos 1983-1996 (1996)
- Beat Streuli (1996)
- Georges Tony Stoll (3 juillet - 22 septembre 1996)
- Alexander Calder Sculpteur (1996)
- Jörg Sasse (de) (1997)
- Élisabeth Ballet : BCHN, (4 octobre - 10 novembre 1997)
- Gregor Schneider (1998)
- Christian Boltanski : Dernières années (15 mai - 4 octobre 1998)
- Rosemarie Trockel et Carsten Höller : Maisons Haüser (1999)
- Pipilotti Rist : Remake of the Weekend (22 avril - 19 septembre 1999)
- Martine Aballéa : Hôtel Passager (22 avril - 19 septembre 1999)
- Douglas Gordon : Sheep and Goats (24 février - 14 mai 2000)
- Roni Horn : Events of Relation (17 novembre 1999 - 23 janvier 2000)
- Gillian Wearing : Sous influence (10 mars - 6 mai 2001)
- Ann-Sofi Sidén (en) : Enquête (10 mars - 6 mai 2001)
- Giorgio Morandi (5 octobre 2001 - 6 janvier 2002)
- Carla Accardi (17 janvier - 3 mars 2002)
- Olafur Eliasson : Chaque matin je me sens différent. Chaque soir je me sens le même (22 mars - 12 mai 2002)
- Ivan Kožarić (en) (22 mars - 12 mai 2002)
- Philippe Parreno : Alien Seasons (31 mai - 15 septembre 2002)
- Matthew Barney : The CREMASTER Cycle (10 octobre 2002 - 5 janvier 2003)
- Francis Picabia : Singulier idéal (16 novembre 2002 - 16 mars 2003)
- Steve McQueen : Speaking in Tongues (7 février - 23 mars 2003)
- Anne-Marie Schneider : Fragile incassable (7 mai - 22 juin 2003)
- Tacita Dean (7 mai - 22 juin 2003)
- Anri Sala, entre chien et loup (25 mars - 16 mai 2004)
- Annette Messager : Sous vent (9 juin - 3 octobre 2004)
- Maurizio Cattelan : Now (2 octobre – 31 octobre 2004)
- Rirkrit Tiravanija, Une rétrospective (Tomorrow Is Another Day)  (10 février - 20 mars 2005)
- Francois Roche, I've heard about… © (A flat, fat, growing urban experiment) : François Roche, Stéphanie Lavaux, Jean Navarro et Benoît Durandin (7 juillet - 9 octobre 2005)
- Doug Aitken’s Ultraworld (10 novembre - 31 décembre 2005)
- Pierre Huyghe : Celebration Park (2 février - 14 mai 2006)
- Dan Flavin, une rétrospective (9 juin - 7 octobre 2006)
- Cerith Wyn Evans : In Which Something Happens All Over Again For The Very First Time (9 juin - 17 septembre 2006)
- Karen Kilimnik (27 octobre 2006 - 7 janvier 2007)
- Dominique Gonzalez-Foerster : Expodrome (13 février - 6 mai 2007)
- Peter Fischli et David Weiss : Fleurs & Questions : une Rétrospective (22 février - 13 mai 2007)
- Kara Walker : Mon Ennemi, Mon Frère, Mon Bourreau, Mon Amour (20 juin - 9 septembre 2007)
- Mathieu Mercier : Sans titres 1993 - 2007 (20 octobre 2007 - 6 janvier 2008)
- Gelitin
- Bridget Riley : Rétrospective (12 juin - 14 septembre 2008)
- Peter Doig (30 mai 2008 - 7 septembre 2008)
- Jonathan Monk : Time between spaces (30 mai 2008 - 24 août 2008)
- Giorgio de Chirico : La fabrique des rêves (13 février 2009 - 24 mai 2009)
- Jan Dibbets (2010
- Basquiat : Rétrospective (15 octobre 2010 - 31 janvier 2011)
- Van Dongen : Fauve, anarchiste et mondain (25 mars 2011 - 27 juillet 2011)
- Crumb : De l'Underground à la Genèse (13 avril 2012 - 19 août 2012)
- Bertille Bak : Circuit (28 septembre 2012 - 16 décembre 2012)
- Roman Ondak (28 septembre 2012 - 16 décembre 2012)
- Véronique Aubouy : Proust lu (16 octobre 2012 - 24 octobre 2012)
- Linder : Femme/Objet (1er février 2013 - 21 avril 2013)
- Danh Vō : Go Mo Ni Ma Da (24 mai 2013 - 18 août 2013)[39]
- Keith Haring : The Political Line (19 avril 2013 - 18 août 2013)[40]
- Pierre Henry : Autoportrait en 53 tableaux (27 juin 2013 - 2 février 2014)[41]
- Azzedine Alaïa : (28 septembre 2013 - 26 janvier 2014)[42]
- Zeng Fanzhi : Rétrospective (18 octobre 2013 - 16 février 2014)[43]
- Serge Poliakoff : Le rêve des formes (18 octobre 2013 - 23 février 2014)[44]
- Pia Fries : Parsen und Module (9 mars 2018 - 20 mai 2018)
- Pierre Gaudibert : Vers le musée du futur (24 février 2021 - 9 janvier 2022)[45]

### Expositions collectives
- Avant-Garde russe
- Peinture Anglaise d'Aujourd'hui de Bridget Riley à David Hockney (7 février - 11 mars 1973)
- Peintres Boliviens Contemporains (14 février - 4 mars 1973)
- Projection et Dynamisme, six peintres argentins (mars - mai 1973)
- Les Cubistes (26 septembre - 10 novembre 1973)
- Canada trajectoires  (1974
- Art Vidéo/Confrontation (1974)
- L'art de l'affiche en Pologne (1974)
- Les Fondateurs de l’art slovaque moderne (4 octobre - 3 novembre 1974)
- Dix artistes australiens contemporains (13 novembre 1974 - 5 janvier 1975)
- Art portugais contemporain (octobre - novembre 1976)
- Art irakien contemporain  (novembre 1976)
- Aspects historiques du constructivisme et de l’art concret - La Collection Mc Crory (3 juin - 28 aout 1977)
- Cuba peintres d’aujourd’hui (18 novembre 1977 - 15 janvier 1978)
- Tendances actuelles de la photographie en France (1978)
- Electra (1983)
- Dispositif-sculpture : Jürgen Drescher (de), Harald Klingelhöller (de), Reinhard Mucha (de), Thomas Schütte (19 décembre 1985 - 16 février 1986)
- Les Nouveaux Réalistes (1986)
- L'Hiver de l'amour (1994)
- Passions privées, collections particulières d'Art moderne et contemporain en France (19 décembre 1995 - 24 mars 1996)
- Life/Live, la scène artistique au Royaume-Uni en 1996 (1996 - 1997)
- Instants donnés (1997)
- Delta (1997)
- Nuit blanche, scènes nordiques : les années 1990 (7 février - 10 mai 1998)
- Dominique Gonzalez-Foerster, Pierre Huyghe, Philippe Parreno (30 octobre 1998 - 10 janvier 1999)
- Zones Activités Collectives 99 (1999)
- L'autre sommeil (17 novembre 1999 - 23 janvier 2000)
- Voilà, le monde dans la tête (7 juin - 29 octobre 2000)
- Paris pour escale (7 décembre 2000 - 18 février 2001)
- Da Adversidade Vivemos - Artistes d'Amérique latine - Carte blanche à Carlos Bas (1er juin - 30 septembre 2001)
- Traversées (4 octobre 2001 - 20 janvier 2002)
- Urgent Painting (17 janvier - 3 mars 2002)
- Déplacements (2 juillet - 28 septembre 2003)
- Ailleurs Ici (17 janvier - 29 février 2004)
- Off the record / Sound (25 juin – 3 octobre 2004)
- Art, télévision et vidéo (23 octobre 2004 – 2 janvier 2005)
- I Still Believe in Miracles (7 avril - 19 juin 2005)
- ARC Lab 2005 – In Search of Miraculous (7 avril - 7 mai 2005 et 12 mai - 12 juin 2005)
- I’ve heard about… © (A flat, fat, growing urban experiment) : François Roche, Stéphanie Lavaux, Jean Navarro et Benoît Durandin (7 juillet - 9 octobre 2005)
- Playback (20 octobre 2007 - 6 janvier 2008)
- La Photographie à Düsseldorf (3 octobre 2008 - 4 janvier 2009)
- Dans l'œil du critique - Bernard Lamarche-Vadel et les artistes (29 mai 2009 - 6 septembre 2009)
- L'Art en guerre (12 octobre 2012 - 17 février 2013)
- Génération design (11 septembre 2012 - 30 septembre 2012)
- La collection Michael Werner (5 octobre 2012 - 3 mars 2014)
- Decorum : tapis et tapisseries d'artistes (11 octobre 2013 - 9 février 2014)

### Records de fréquentation
En 2024, le musée annonce sur X (anciennement Twitter) avoir atteint une fréquentation record de 409 162 visiteurs pour l'exposition consacrée au peintre français d'origine russe Nicolas de Staël (15 septembre 2023 - 21 janvier 2024). Le précédent record de fréquentation pour une exposition au musée d’Art moderne de Paris (MAM) était détenu par la rétrospective consacrée au peintre et graffeur américain Jean-Michel Basquiat en 2010, totalisant à l'époque environ 352 000 visiteurs.